# Kunstsvømning
Kunstsvømning (indtil 2018 kaldet synkronsvømning) er en vandsport, der kombinerer ynde, styrke, kontrol, smidighed og kondition. Det er en slags dans eller ballet i vandet, hvori der også er en del gymnastiske elementer. Vandet er både en med- og modspiller i sporten. Det er ligeledes vigtig med musik koordination. Man lærer at udnytte, at vandet bærer oppe. Men samtidig kræver synkronsvømning også en masse bevægelser, der løftes ud af vandet.
På de højere niveauer stilles der store krav til kropskontrol, motorik og koordination. På alle niveauer udvikler synkronsvømning en helt særlig vandføling, som kan bruges i andre vandsportsgrene. Man er tvunget til at bruge vandet på den helt rigtige måde – ellers virker det bare ikke.

## Historie
Synkronsvømning blev opfundet af amerikaneren Esther Williams, der blev meget berømt i 50’erne, hvor hun lavede synkronsvømning til flere musical-film. Derfra har det udviklet sig videre til det, sporten er i dag. 
Synkronsvømning kom til Danmark i 1956. I Danmark har der aldrig været satset stort på sporten og dansk synkronsvømnings bedste svømmer, var Ulla Jacobsen, der i 80’erne var en del af verdenseliten. 

## Konkurrence
Der konkurreres i synkronsvømning i tre discipliner: solo, duet og hold (4-8 svømmere). Solo stiller de største krav til svømmerens evne til at udnytte musikken og bruge teknikkerne. Duet er den mest udbredte disciplin og svømmes af 2 svømmere. Hold-disciplinen giver mange muligheder for kreativitet. 
Konkurrencer består af en teknisk og en fri del. Den tekniske del er enten obligatoriske øvelser eller et teknisk musikprogram. De obligatoriske øvelser er en række positioner og bevægelser sat sammen på mange forskellige måder og i mange forskellige sværhedsgrader. De udvalgte øvelser udføres af svømmerne en af gangen. Der laves fire øvelser. Et teknisk musikprogram minder meget om skøjteløb. Der er et antal elementer, der skal være indeholdt i et vist tidsrum og en vis rækkefølge. Musikken bestemmer svømmeren selv.
Et frit musikprogram er den anden halvdel af alle konkurrencer. Her kan svømmerne indenfor et fastsat tidsrum selv bestemme musik og bevægelser.

## Deltagere
Traditionelt har sporten flest kvindelige udøvere.

## Internationalt
Synkronsvømning er en lille sport i Danmark, mens det andre steder i verden er muligt at dyrke den på professionelt plan. De bedste svømmere i verden træner op mod 10 timer om dagen – i vandet, ballet, styrketræning, løbetræning og meget mere. Sporten er udbredt over hele verden – dog ikke så meget i Afrika. Verdens bedste synkronsvømmere findes for tiden i Rusland, mens Japan, Spanien og USA kæmper om de næste placeringer. Tidligere har USA og Canada været altdominerende, men de mistede alle deres topsvømmere efter OL i 1996 i Atlanta. Siden da har Rusland domineret.

## Ekstern henvisning
- Wikimedia Commons har flere filer relateret til Kunstsvømning
- Synkronsvømning - Dansk Svømmeunion